# Edward Stierle
Edward Stierle (Hollywood, 2 marzo 1968 – New York, 8 marzo 1991) è stato un ballerino e coreografo statunitense.

## Biografia
Incoraggiato dalla madre, Edward Stierle cominciò a studiare danza all'età di quattro anni e a quindici fu ammesso alla North Carolina School of the Arts.
Nel 1985 vinse la medaglia d'oro al Prix de Lausanne e fu scritturato dal Balletto di Basilea, con cui danzò per un anno. Nel 1989 si aggiudicò il primo posto all'USA International Ballet Competition di Jackson e fu scritturato dal Joffrey Ballet. Grazie al virtuisismo tecnico e le raffinate doti interpretative, Stierle si affermò rapidamente tra i primi ballerini della compagnia. Durante le sue ultime stagioni con il Joffrey Ballet esordì come coreografo con Lacrymosa, che fu lodato dal New York Times. Il 5 marzo 1991 il Joffrey Ballet portò al debutto il secondo balletto di Stierle, Empyrean Dreams.
Sieropositivo dal 1988, morì di AIDS a New York nel 1991 all'età di 23 anni.